# Susana Feitor
Susana Paula de Jesus Feitor (Alcobertas, 28 gennaio 1975) è una marciatrice portoghese.

## Palmarès
| Anno | Manifestazione    | Sede       | Evento        | Risultato | Prestazione | Note |
| ---- | ----------------- | ---------- | ------------- | --------- | ----------- | ---- |
| 1990 | Mondiali juniores | Plovdiv    | Marcia 5000 m | Oro       | 21'44"30    |      |
| 1991 | Mondiali          | Tokyo      | Marcia 10 km  | 17ª       | 45'37"      |      |
| 1992 | Giochi olimpici   | Barcellona | Marcia 10 km  | dq        | dq          |      |
| 1992 | Mondiali juniores | Seul       | Marcia 5000 m | dq        | dq          |      |
| 1993 | Mondiali          | Stoccarda  | Marcia 10 km  | 11ª       | 45'06"      |      |
| 1994 | Mondiali juniores | Lisbona    | Marcia 5000 m | Argento   | 21'12"87    |      |
| 1994 | Europei           | Helsinki   | Marcia 10 km  | 11ª       | 45'06"      |      |
| 1995 | Mondiali          | Göteborg   | Marcia 10 km  | 17ª       | 44'25"      |      |
| 1996 | Giochi olimpici   | Atlanta    | Marcia 10 km  | 13ª       | 44'24"      |      |
| 1997 | Europei under 23  | Turku      | Marcia 10 km  | Bronzo    | 44'26"      |      |
| 1997 | Mondiali          | Atene      | 10000 m piani | Batteria  | 45'00"77    |      |
| 1998 | Europei           | Budapest   | Marcia 10 km  | Bronzo    | 42'55"      |      |
| 1999 | Mondiali          | Siviglia   | Marcia 20 km  | 4ª        | 1h31'23"    |      |
| 2000 | Giochi olimpici   | Sydney     | Marcia 20 km  | 14ª       | 1h33'53"    |      |
| 2001 | Mondiali          | Edmonton   | Marcia 20 km  | dq        | dq          |      |
| 2002 | Europei           | Monaco     | Marcia 20 km  | dnf       | dnf         |      |
| 2003 | Mondiali          | Parigi     | Marcia 20 km  | 9ª        | 1h30'15"    |      |
| 2004 | Giochi olimpici   | Atene      | Marcia 20 km  | 20ª       | 1h32'47"    |      |
| 2005 | Mondiali          | Helsinki   | Marcia 20 km  | Bronzo    | 1h28'44"    |      |
| 2006 | Europei           | Göteborg   | Marcia 20 km  | 14ª       | 1h32'19"    |      |
| 2007 | Mondiali          | Osaka      | Marcia 20 km  | 5ª        | 1h32'01"    |      |
| 2008 | Giochi olimpici   | Pechino    | Marcia 20 km  | dnf       | dnf         |      |
| 2009 | Mondiali          | Berlino    | Marcia 20 km  | 9ª        | 1h32'42"    |      |
| 2011 | Mondiali          | Taegu      | Marcia 20 km  | 4ª        | 1h31'26"    |      |

### Coppa Europa
- 5 medaglie:
  - 1 oro (Miskolc 2005 nella marcia 20 km a squadre)
  - 2 argenti (Miskolc 2005 nella marcia 20 km; Dudince 2013 nella marcia 20 km a squadre)
  - 2 bronzi (A Coruña 1996 nella marcia 10 km; Murcia 2013 nella marcia 20 km a squadre)